# Ria van der Horst
Ria van der Horst, née le 10 août 1932 à Rotterdam, est une nageuse néerlandaise, championne d'Europe du 100 m dos en 1950.

## Biographie
Âgée de 15 ans, elle termine 5e du 100 m dos lors des Jeux olympiques d'été de 1948 à Londres.  En 1950, elle est titrée championne d'Europe de la distance avec un temps de 1 min 17 s 01.
Lors des Jeux olympiques d'été de 1952, elle termine seconde de sa série mais est finalement disqualifiée par les juges pour avoir mal pris un tournant.